# Comissari Dupin. Orgull bretó
Comissari Dupin. Orgull bretó (títol original en alemany, Kommissar Dupin: Bretonischer Stolz) és un telefilm alemany del 2017. La pel·lícula, de temàtica policíaca, està basada en la novel·la Bretonischer Stolz – Kommissar Dupins vierter Fall de Jean-Luc Bannalec. Després de Relacions bretones, Onades  bretones i Or bretó, és la quarta entrega de la sèrie del comissari Dupin, que ja es va filmar per a televisió. La pel·lícula es va estrenar al canal d'ARD el 2 de març de 2017. Es va doblar al català per a TV3, que va emetre-la el 7 d'agost de 2022.
Es tracta d'una producció de filmpool fiction GmbH (encapçalada per Iris Kiefer i Mathias Lösel) en nom d'ARD Degeto per a Das Erste. Thomas Roth va ser contractat com a director, Clemens Murath va escriure'n el guió. El muntatge ha anat a càrrec de Katja Kirchen (ARD Degeto).
El rodatge va tenir lloc a la Bretanya.